# Naomie Feller
Naomie Feller (født 6. november 2001) er en kvindelig fransk fodboldspiller, der spiller angreb for spanske Real Madrid i Liga F og Frankrigs kvindefodboldlandshold. Hun har tidligere spillet for Stade de Reims Féminines og Olympique Lyonnais Féminin. Siden juli 2022 har hun spillet for Real Madrid.
Hun fik sin officielle debut på det franske landshold i 22. oktober 2021 i en 11–0-sejr over Estland i VM-kvalifikationen. Hun blev første gang udtaget til VM i fodbold 2023 i Australien/New Zealand.
Hun var også med til at vinde U/19-EM i fodbold i 2019 i Skotland.